# Dog Days (Atlanta Rhythm Section)
| Recensione              | Giudizio |
| ----------------------- | -------- |
| AllMusic                |          |
| Dizionario del Pop-Rock |          |

Dog Days è il quarto album del gruppo musicale statunitense Atlanta Rhythm Section, pubblicato nell'agosto 1975.

## Tracce

### LP
Lato A
1. Crazy – 3:12 (Buddy Buie, Robert Nix, Dean Daughtry)
2. Boogie Smoogie – 8:11 (Buddy Buie, Robert Nix, Barry Bailey)
3. Cuban Crisis – 3:52 (Buddy Buie, Robert Nix, J. R. Cobb)
4. It Just Ain't Your Moon – 4:49 (Buddy Buie, Robert Nix, Dean Daughtry)

Lato B
1. Dog Days – 3:38 (Buddy Buie, Robert Nix, Dean Daughtry)
2. Bless My Soul (Strumentale) – 4:12 (J. R. Cobb)
3. Silent Treatment – 5:24 (Buddy Buie, Robert Nix, Barry Bailey)
4. All Night Rain – 3:12 (Buddy Buie, Robert Nix, Dean Daughtry, Bob McRee)

## Formazione
- Ronnie Hammond – voce solista
- Dean Daughtry – tastiere
- Barry Bailey – chitarra
- J. R. Cobb – chitarra
- Paul Goddard – basso
- Robert Nix – batteria

Note aggiuntive
- Buddy Buie – produttore
- Robert Nix e J. R. Cobb – produttori associati
- Album registrato presso "Studio One" di Atlanta, Georgia
- Rodney Mills – ingegnere delle registrazioni
- Robin (Pee Wee) Nix e Mackey Whatley – road management
- Buddy Buie – art direction copertina album originale
- Mike McCarty – design e dipinto copertina album originale, photo retrocopertina album originale
- "Emerson-Loew" – foto interne copertina album originale [4]

## Classifica
Album
| Anno | Classifica    | Posizione raggiunta |
| ---- | ------------- | ------------------- |
| 1975 | Billboard 200 | 113                 |